# 摩伊赖

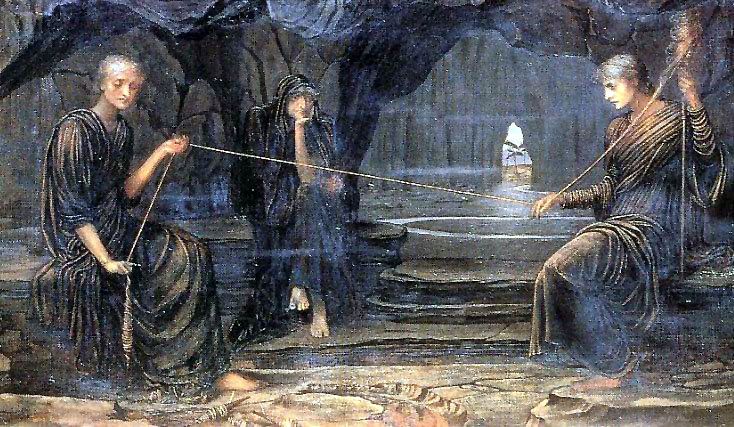
《一根金线》1890年由J.M.斯图威克所作的油画。图中为命运三女神。居右者为亲手纺织生命之线的克洛托；最左边的是正在测量生命之线长短的拉刻西斯；居中者为阿特罗波斯，她正打算用剪刀剪断已决定了命运的生命之线。

摩伊赖（英語：Moirai、The Fates）是希腊神话中命运三女神的总称。她们的希腊语名字来源于，大意为部分、配额，延伸为生活和命运而对人的配给，因此她们的本意为分配者。她们通常以三位老妇人的形象出现，整天忙碌着纺织人与神命运的丝线。在罗马神话中，她们被称为帕耳开（Parcae）。在北歐神話中也能找到对应者：諾倫三女神。

## 司管神职

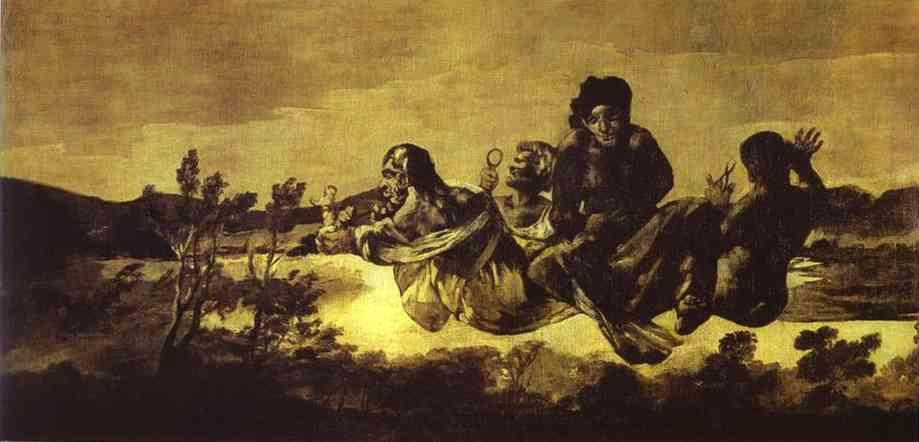
《命运女神》1819年-1823年由费兰西斯科·德·戈雅所作的油画。人一旦降临在这个世上，命运女神就为每个人包括神纺好了生命之线。她们纺织生命之线，并决定它的长短。在希腊神话中，三位命运女神均为面容严峻，忙忙碌碌的样子。在一些传奇故事中，三位女神还似乎有意拒绝满足人类的希望。图中是以狰狞面容出现的命运三女神：左边是克洛托；在她身旁的是拉刻西斯；而正在挥舞剪刀的是阿特罗波斯。

根据传说，她们操纵着象征所有人和神命运的丝线，从他们的出生一直到死亡，甚至来世，她们通过纺织的丝线的长度来代表一个人的寿命的长短。这三位女神并不代表死亡，而是命运中重大事件的决策者，命运一旦决定就无法再改变。根据德尔斐祭司的说法，尽管宙斯是希腊诸神中的主神，但他本人对命运女神的力量与抉择也要唯命是从，无论是对于人还是神来说，这些能昭示生命之路的神祇无疑是至关重要的。根据不同的版本，她们是宙斯和提坦女神忒弥斯的女儿，或者是和原始神如倪克斯、卡俄斯或阿南刻的女儿。
据说摩伊赖会在新生儿诞生后的第三个晚上出现，来决定它的生命历程。摩伊赖通常被认为是冷酷的，不夹带任何感情。

## 三位女神
三个命运女神分别为：
- 克洛托（Κλωθώ，命运的纺线者）
负责将生命线从她的卷线杆缠到纺锤上。她在罗马神话中的对应者称为诺娜（Nona，第九），最初是象征怀孕第九个月的女神。
- 拉刻西斯（Λάχεσις，命运的决策者）
负责用她的杆子丈量丝线。她在罗马对应为得客玛（Decima，第十）。
- 阿特罗波斯（Άτροπος，命运的终结者）
剪断生命线的人。正是她用她那“令人痛恨的剪子”决定了人的死亡。她在罗马对应为墨尔塔（Morta，死亡）。

## 流行文化
- 2020年美國影集《明日傳奇》第五季。第四季加入的魔法生物變形怪「查莉」，真實身份其實是三女神的克洛托。曾經把命運紡織機摧毀丟於多元宇宙，但隨著無限地球危機（綠箭宇宙）事件後，碎片合而為一造成她的姊妹來追殺她。
- 《假面骑士歌查德》中反派“冥黑三姊妹”的姓名便取自三位命运女神。